# Giampio Luigi Devasini
Giampio Luigi Devasini (* 4. září 1962, Alessandria) je italský římskokatolický duchovní a biskup Chiavari.

## Život
Narodil se 4. září 1962 v Alessandrii.
Studoval právo na Janovské univerzitě. Roku 1996 vstoupil do kněžského semináře v Casale Monferrato. Po teologickém studiu byl 8. června 2002 biskupem Germanem Zaccheo vysvěcen na kněze a inkardinován do diecéze Casale Monferrato. Stal se biskupským delegátem pro zasvěcený život a roku 2009 biskupským vikářem pro pastoraci.
Roku 2010 získal na Papežské teologické fakultě Severní Itálie licenciát z morální teologie.
Roku 2012 byl za episkopátu Alceste Catelly ustanoven pro-vikářem diecéze a o tři roky později generálním vikářem. Dne 10. dubna 2021 jej papež František jmenoval biskupem Chiavari. Biskupské svěcení přijal 29. května z rukou biskupa Gianni Sacchiho a spolusvětiteli byli biskup Alceste Catella a biskup Alberto Tanasini. Do úřadu byl slavnostně uveden 20. června.